# Jilin (meteoryt)
Jilin (inna nazwa: Kirin) – meteoryt kamienny należący do chondrytów oliwinowo-bronzytowych H 5, spadły w postaci deszczu meteorytowego 8 marca 1976 roku w pobliżu chińskiej miejscowości  Jilin. Upadek meteorytu Jilin obserwowany był około godziny 15.00. Największy znaleziony fragment meteorytu ważył 1770 kg.